# Delta du Nil
Le delta du Nil (arabe : دلتا النيل) désigne la région d'Égypte où le Nil se jette dans la mer Méditerranée. C'est une région marécageuse qui depuis l'Antiquité a toujours été riche en faune et flore. Depuis près de 5 000 ans, le delta est une zone d'agriculture intensive. Le papyrus égyptien vient en grande partie de cette région.
Il se situe dans le Nord de l'Égypte et commence au nord de la ville du Caire, à quelque 150 km de la côte méditerranéenne, en un lieu que les Égyptiens nomment « Le Ventre de la vache » (Batn el-Baqara). Le Nil, après un parcours de près de 6 600 km, s'y divise en plusieurs branches. Sa superficie est de l'ordre de 24 000 km2, faisant par sa surface le premier delta en Méditerranée devant celui du Rhône. 
C'est une zone stratégique pour l'agriculture, qui depuis l'antiquité fait l'objet d'une gestion de l'eau visant à prévenir les crues trop importantes et à limiter les risques de salinisation via des bassins de réception des eaux que les anciens égyptiens nommaient Hod.

## Les branches du Nil
La principale source d'informations concernant les branches du delta sous le Nouvel Empire a été mise au jour dans le Ramesséum à Thèbes. Là, dans les vastes entrepôts où s'entassaient tous les biens nécessaires au fonctionnement du temple de Ramsès II, on a découvert une quantité astronomique de jarres ayant contenu du vin produit dans le delta. Le col de ces jarres, jouant le même rôle que les étiquettes des bouteilles modernes, indiquait, par le jeu d'écritures hiératiques, le lieu de production exact de la précieuse boisson et notamment la branche du Nil au bord de laquelle elle était fabriquée.
On sait ainsi qu'à l'est se développait « l'eau de Rê », qui baignait Pi-Ramsès, la capitale de l'époque. Son pendant occidental était « l'eau de l'Ouest », dont le tracé suivait à peu près celui de l'actuelle branche canopique. L'épine dorsale du delta était le « Grand Fleuve », dont le nom indique qu'il devait être à l'époque soit le plus important pour la navigation, soit le plus long. À ces trois branches principales s'ajoutaient « l'eau de Ptah », qui se détachait de « l'eau de l'Ouest », et « l'eau d'Amon », qui s'individualisait par rapport au « Grand Fleuve » au cœur même du delta.
Les branches du delta figurent évidemment dans les descriptions de l'Égypte qu'ont laissées les géographes grecs de l'Antiquité. Hérodote comptait cinq branches, d'ouest en est :
- la branche canopique, du nom de la ville de Canope ;
- la branche saïtique, du nom du 5e nome de Saïs ;
- la branche sébennytique, du nom du 12e nome de Sebennytos ;
- la branche mendésienne, du nom du golfe de Mendès ;
- la branche pélusiaque ou pélusienne, du nom de la ville de Péluse.

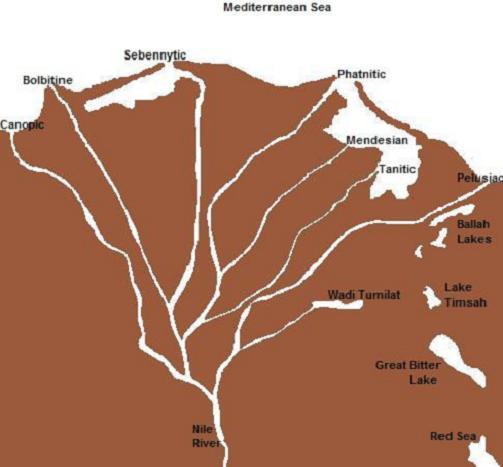
Les différentes branches du Nil.

Les auteurs classiques plus récents nous rapportent qu'il en existait sept. En effet, les pharaons des Ve siècle et IVe siècle ont réalisé dans le delta d'intenses travaux d'ingénierie qui modifièrent le réseau hydrographique. On a donc dans le « canon classique », d'ouest en est :
- la branche canopique ou hérakléotique, à l'est de la pointe d'Aboukir ;
- la branche bolbitine (de Bolbitinè, ville située près de l'actuelle Rosette), correspondant à la bouche de Rosette actuelle[5] ;
- la branche sébennytique, vers l'extrémité nord du delta, au Borgh el-Borollos ;
- la branche phatnitique ou phatmétique (de l'égyptien patmeti « celui du milieu »), correspondant à la bouche de Damiette actuelle[6] ;
- la branche mendésienne, dans la partie ouest du lac Menzaleh ;
- la branche tanitique (de Tanis), aux environs de Port-Saïd ;
- la branche pélusiaque, au fond du golfe de Péluse.

Il ne reste de nos jours principalement que les branches de Rosette et de Damiette.

## Une frontière de l’Égypte antique
Les textes égyptiens de l'époque saïte rapportent l'existence de « préposés aux portes des pays étrangers », véritables douaniers postés aux trois points-clés du pays : Éléphantine, dans l'extrême sud, l'angle oriental du delta et la bouche canopique à l'ouest, considérés comme de véritables portes. À l'est, le « préposé à la porte des pays septentrionaux » surveillait les flux commerciaux empruntant les deux voies qui menaient au Proche-Orient : le ouadi Toumilat et la branche pélusiaque du Nil. À l'ouest, un « préposé à la porte des pays étrangers du Grand Vert » (la Méditerranée) contrôlait le trafic au niveau de l'embouchure canopique. L'importance de cette dernière a été récemment confirmée par les fouilles sous-marines dans la baie d'Aboukir, à l'emplacement de l'ancienne Thônis-Héracléion, aujourd'hui sous les eaux ; une stèle a été sortie de la mer, portant un décret, connu depuis la fin du XIXe siècle par une copie retrouvée à Naucratis, qui rapporte que Nectanébo Ier réservait « le dixième de l'or, de l'argent, du bois brut et du bois travaillé, de tout ce qui vient de la mer des Grecs » au temple de la déesse Neith à Saïs.

## Villes antiques du delta
Les fluctuations du Nil ont exercé une forte influence sur les implantations. Sous les pharaons, sept branches du Nil innervaient la Basse-Égypte. Pour échapper à la crue et aux variations de débit, les villes de Basse-Égypte se sont installées sur des buttes de sable (« dos de tortue » pour les égyptologues), qui sont les vestiges géologiques laissés par le pré-Nil il y a environ 15 000 ans. Mais, lorsque le débit d'un bras devenait insuffisant pour une navigation sûre, le pouvoir politique n'hésitait pas à changer de capitale. Ce fut probablement le cas quand elle fut transférée de Pi-Ramsès à Tanis, après que la branche pélusiaque qui baignait Pi-Ramsès, eut dépéri au profit du bras tanitique, alors seule voie navigable dans l'est du Delta.
- Alexandrie, Léontopolis, Behbeit el-Hagar, Xoïs, Saïs, Bubastis/ Tell Basta, Mendès, Avaris - Pi-Ramsès, Bouto, Tanis, Péluse, Naucratis, Hermopolis Parva

## Vestiges archéologiques de la présence militaire dans le delta
Cinq forteresses ont été découvertes sur les sites de Tukh el-Qaramous, Kom el-Dahab, sur l’île Nelson, à Tell el-Herr et Silé.

### Tukh el-Qaramous
Le site de Tukh a été fouillé par E. Naville en 1887 pour l’Egypt Exploration Fund. Situé en Sharqiyah, à quinze kilomètres au nord de Boubastis et à six kilomètres au sud de Pharbaethos, le site était probablement le long de la branche pélusiaque.

### Kom el-Dahab
La fortiication de Kom el-Dahab a été fouillée par une mission anglaise de l’Egypt Exploration Fund en 1968, à quelques centaines de mètres au nord-est de la grande ville pharaonique de Bouto. Construite au début du IIe siècle avant notre ère, cette structure est abandonnée ou plutôt transformée sous le règne de Ptolémée VI. Ses épais murs de briques crues (près d’un mètre cinquante) sont renforcés par des contreforts réguliers. Le long du mur d’enceinte, l’espace est divisé en deux rangées de pièces dans lesquelles ont été retrouvées des pointes de flèches et de lances et des balles de fronde en calcaire. L’intérieur ménagé par cette enceinte est apparemment vide de toute construction.

### Île de Nelson
Plus récemment, une position militaire a été mise au jour sur ce qui est actuellement l’île de Nelson. Les archéologues ont dégagé, dans la partie orientale du site, une construction de calcaire, quadrangulaire et massive, construite sur une plateforme solidement fondée, aux murs de cinq mètres d’épaisseur et conservés sur une longueur de quarante mètres. Par ailleurs, un habitat assez strictement agencé, peut-être destiné à abriter les soldats campés près de la forteresse, a été mis au jour dans divers secteurs de l’île. Dans ces deux contextes — forteresse et habitat —, la découverte de balles de fronde et de balistes renforcent l’hypothèse du caractère militaire de l’implantation.

### Tell el-Herr
Dans le delta oriental, les Lagides ont repris le système défensif mis en place, en installant des garnisons dans d’anciennes forteresses.

### Silé
Silé est à trois kilomètres à l’est d’El Qantara, a connu l’installation d’une garnison à l’époque hellénistique dans un camp d’époque perse ou plus probablement ptolémaïque.